# Türksat 4A
O Türksat 4A é um satélite de comunicação geoestacionário turco construído pela Mitsubishi Electric (MELCO), ele está localizado na posição orbital de 42 graus de longitude leste e é operado pela Türksat. O satélite foi baseado na plataforma DS-2000 e sua expectativa de vida útil é de 15 anos.

## História
A Turquia assinou em março de 2011, um acordo de 571 milhões de dólares com a empresa de tecnologia japonesa Mitsubishi Electric MELCO para construir e lançar o Türksat 4A e o Türksat 4B.
Os dois satélites, ambos com vida útil mínima de 15 anos, permitirão à Türksat oferecer serviços de telecomunicações e de radiodifusão televisiva direta em toda a Turquia, assim como na Europa, Ásia Central, Oriente Médio e África. O Türksat 4A, que está posicionado a 42 graus de longitude leste, proporciona através da banda Ku de alta potência canais de radiodifusão televisiva diretos e dois canais de comunicação em banda C e Ka.
Ambos os satélites foram construídos sobre a plataforma de satélite DS-2000 da Mitsubishi Electric, uma plataforma modular totalmente comprovada, com a flexibilidade para lidar com uma ampla gama de aplicações de carga útil. Como os membros nono e décimo da família de satélites DS2000, o Türksat 4A e 4B vão demonstrar ainda mais a bem estabelecida alta confiabilidade da plataforma para um desempenho em órbita.

## Lançamento
O satélite foi lançado com sucesso ao espaço no dia 14 de fevereiro de 2014, às 21:09:03 UTC, por meio de um veículo Proton-M/Briz-M, lançado a partir do Cosmódromo de Baikonur, no Casaquistão. Ele tinha uma massa de lançamento de 4.850 kg.

## Capacidade e cobertura
O Türksat 4A é equipado com 24 transponders em banda Ku e 2 em banda Ka para fornecer serviços de telecomunicações, bem como serviços de transmissão de TV direta por toda a Europa, Turquia e Ásia Central, Oriente Médio e África.